# یون نامسان
این یک نام کره‌ای است؛ نام خانوادگی یون است.
یون نامسان (۷۰۱–۶۳۹ میلادی) سومین پسر ژنرال یون گه‌سومون، ژنرال و وزیر جنگ گوگوریو، یکی از سه پادشاهی کره بوده‌است.
دوره حرفه ای او به شدت تحت الشعاع برادر بزرگترش یون نامسنگ بود. از دوران کودکی او به سئونین (선인؛ 先人) منصوب شد و در رتبه های سوهیونگ (소형؛ 小兄)، داهیونگ (대형؛ 大兄) یوایدو داهیونگ (위두대형؛ 위두대형؛ 위두대형); (중군주활؛ 中軍主活) (همه رتبه های مبهم گوگوریو که ماهیت دقیق آنها مشخص نیست.)
پس از مرگ یون گه‌سومون در حدود سال ۶۶۶ نامسان با برادر بزرگترش یون نامگئون علیه بزرگترین برادرشان یون نامسنگ، که در نهایت به تانگ چین گریخت تا از آن کمک بگیرد، متحد شد. با این حال، پس از سقوط گوگوریو در سال ۶۶۸، نامسان به تانگ تسلیم شد. در تانگ نامسان، معاون وزیر دیوان سرگرمی‌های امپریالیستی (Sizai shaoqing 司宰少卿) اعطا شد.
پس از مرگ بر اثر بیماری، همراه با برادر بزرگش در لوئویانگ به خاک سپرده شد. سنگ قبر او بعدها در پایتخت شرقی تانگ، لوئویانگ، همراه با نامسنگ کشف شد.